# Fukomys damarensis
Fukomys damarensis (Дамарський землекоп) — вид гризунів родини землекопових. Вид був зареєстрований у західній частині Замбії, західному Зімбабве, Ботсвані (широко розповсюджений за винятком крайньої східної частини), центральній і північній Намібії і незначно в Північній Капській провінції ПАР. Проживає в напівпосушливих чагарниках, лісах, саванах, луках, пов'язаних з червоним піском Калахарі і піщаними ґрунтами. Річна кількість опадів, в районах, де проживає цей землекоп, становить близько 2-400 мм. 

## Морфологія
Морфометрія. Середня вага самців: 165 гр., самиць: 141 гр.
Опис. Кінцівки короткі і товсті, і стопи порівняно великі, з шкірястими підошвами. Голова конусоподібна з тупим, підковоподібним носом. Ніздрі близькі один до одного і розташовані прямо над видними поза ротовою порожниною різцями. Очі маленькі, блакитні, з потовщеними повіками і короткими віями. Шерсть коротка, густа і блискуча. Є клапоть білої шерсті на потилиці, також можуть бути серединноспинні та серединночеревні білі смуги. Вусові вібриси довгі, 1-2 см. Температура тіла 35,1 °C. Зубна формула: I 1/1, C 0/0, P 0/0, M 4/4 = 20.

## Поведінка
Підземний і денний вид. Соціальний, живе в колоніями, в яких в середньому близько 16 особин, але може бути до 41 осіб. Є єдина пара, яка дає потомство і колонія складається із цієї пари і її потомства. Колонія може давати до чотирьох виводків по 1-6 малюків на рік. Якщо самиця репродуктивного віку вмирає, колонія розсіюється. Середня тривалість покоління три роки. Води не п'є, а отримує всю необхідну вологу з їжі (рослини з їх підземними органами). Підземні зберігальні органи рослин (геофіти) мають вміст вологи 77-80%, а багато цибулин і бульб мають високий коефіцієнт засвоюваності (85-95%). F. damarensis отримує необхідні мінерали (такі як кальцій, магній і фосфати) від геофітів, які особливо багаті цими мінералами. Система тунелів містить розгалужену сітку неглибоких ходів (глибиною 5-25 см) і кілька глибоких тунелів (бл. 1,5 м), що ведуть до гніздової камери (близько 25-30 см в діаметрі; на відстані до 2,5 м під землею) з, принаймні, 2 входами. Колонія займає одну територію протягом багатьох років (більше шести), тому тунелі діаметром 65 — 75 см, можуть мати загальну довжину понад 1 км. Система нір повністю ізольована від поверхні, створюючи унікальний мікроклімат з помірною температурою (20 °C взимку і 30 °C влітку), вмістом кисню 19.9-20.4% O2, вмістом вуглекислого газу 0.4-6.0% СО2 з вологістю 95%. F. damarensis знаходяться в небезпеці від хижаків під час формування пагорбів. Кротяча змія (Pseudaspis cana) виявляє нещодавно викинутий ґрунт. Кротяча змія проштовхується головою в ґрунт, чекає переміщення Дамарського землекопа під землею, а потім захоплює тварину ззаду, стискає, і вбиває її. Кобра (Naja naja) також входить до відкритих отворів і розривів у тунелях F. damarensis. Дамарські землекопи, що відділяються від колонії уразливі для сови і дрібних хижаків, таких як каракал (Caracal caracal), плямистої гієни (Crocuta crocuta), чепрачного шакала (Canis mesomelas), і стрункого мангуста (Galerella sanguinea).

## Генетика
Каріотип характеризується диплоїдним числом, 2n=74-78.

## Загрози та охорона
Серйозних загроз для виду нема. Зустрічається в багатьох природоохоронних областях у всьому діапазоні поширення.

## Виноски
1. 1 2 3  Вебсайт МСОП
2. 1 2  Nigel C. Bennett and Jennifer U. M. Jarvis Cryptomys damarensis / Mammalian Species No. 756, 2004, pp. 1-5